# Telebasis garrisoni
Telebasis garrisoni – gatunek ważki z rodziny łątkowatych (Coenagrionidae). Występuje na terenie Ameryki Południowej.